# Paisaje con Moisés salvado de las aguas del Nilo
Paisaje con Moisés salvado de las aguas del Nilo es un cuadro realizado por el pintor francés del Barroco Claudio de Lorena. Mide 209 cm de alto y 138 cm de ancho, y está pintado al óleo sobre lienzo. Data de los años 1639-1640. 
Fue un encargo del rey de España Felipe IV para decorar el Palacio del Buen Retiro (en concreto para la Galería de Paisajes), formando parte de una serie pictórica en la que también participaron otros grandes pintores de la época, como Nicolas Poussin, Herman van Swanevelt, Jan Both, Gaspard Dughet y Jean Lemaire. De la colección real pasó al Museo del Prado de Madrid, donde se expone actualmente (nº de catálogo 2253). 
Lorena realizó ocho cuadros monumentales para el Buen Retiro, en dos grupos: cuatro de formato longitudinal (1635-38: Paisaje con las tentaciones de San Antonio, Paisaje con San Onofre, Paisaje con Santa María de Cervelló y un cuarto desconocido) y cuatro de formato vertical (1639-41: Paisaje con Tobías y el Arcángel Rafael, Paisaje con el embarque en Ostia de Santa Paula Romana, Paisaje con Moisés salvado de las aguas del Nilo, Paisaje con el entierro de Santa Serapia). El programa iconográfico, tomado de la Biblia e Historias de los Santos, fue elegido por el conde-duque de Olivares, que dirigía las obras.

## Descripción
Se trata de una escena religiosa: al nacer Moisés, el faraón ordenó que todo hijo varón de un esclavo hebreo fuera arrojado al Nilo. Su madre, Iojebed, al dar a luz, lo escondió durante los tres primeros meses, pero cuando no pudo ocultarlo más lo colocó en una cesta y lo puso a la deriva en el río Nilo, con tan buena suerte que fue encontrado por la hija del faraón, Batía, quién le llamó Moisés («salvado de las aguas»).
El artista lorenés despliega en esta obra una de sus composiciones típicas, donde la figura humana está reducida al mínimo y solo es un pretexto para otorgar un asunto a la obra, mientras que el protagonismo lo adquiere el paisaje, un vasto panorama majestuoso y bucólico, evocador de un pasado esplendoroso, donde juega un papel fundamental el intenso cromatismo y los efectos lumínicos y atmosféricos. El artista recrea una escena anacrónica, ya que en vez de situarse en Egipto el paisaje corresponde al de la campiña romana que tan bien conocía el artista, y las construcciones y el puente que se ven en lontananza son coetáneas de Lorena.
La composición de este cuadro fue repetida por el artista en otras obras, como Descanso en la Huida a Egipto (Colección Cavendish, Hollzer Hall) y Paisaje con Agar y el Ángel (National Gallery, Londres).
Este cuadro formaba pareja (pendant) con Paisaje con el entierro de Santa Serapia, también en el Prado: mientras Moisés representa el nacimiento, Santa Serapia significa la muerte, simbolizando el paso del tiempo.
Esta obra figura en el Liber Veritatis (cuaderno de dibujos donde Claudio dejaba constancia de todas sus obras, para evitar las falsificaciones) con el número 47, donde consta la inscripción quadro per il Re di Spagna.